# Засідка (фільм, 1980)
«Засідка» («Pasala») — радянський телефільм 1980 року, знятий режисером Бронюсом Талачкою на Литовському телебаченні.

## Сюжет
Напружена психологічна словесна дуель двох головних героїв, що закінчилася загибеллю обох. Дія відбувається у Росії у роки Другої світової війни. Один із героїв — Крюков — служить німцям, другий — Єлісєєв — бореться проти німецьких окупантів.

## У ролях
- Арнас Росенас — Єлісєєв
- Владас Багдонас — Крюков
- Арвідас Стакуліс — епізод
- Альгірдас Скрипка — німецький офіцер

## Знімальна група
- Режисер — Бронюс Талачка
- Оператор — Йонас Ботірюс
- Художник — Вітаутас Меркіс